# Подгорье (Кичменгско-Городецкий район)
Подгорье — деревня в Кичменгско-Городецком районе Вологодской области.
Входит в состав Енангского сельского поселения, с точки зрения административно-территориального деления — в Нижнеентальский сельсовет.
Расстояние до районного центра Кичменгского Городка по автодороге составляет 72 км, до центра муниципального образования Нижнего Енангска по прямой — 12 км. Ближайшие населённые пункты — Верхнее Исаково, Нижнее Исаково, Брод.
Население по данным переписи 2002 года — 3 человека.